# Neorileya
Neorileya is een geslacht van vliesvleugeligen uit de familie Eurytomidae. De wetenschappelijke naam van dit geslacht is voor het eerst geldig gepubliceerd in 1904 door Ashmead.

## Soorten
Het geslacht Neorileya omvat de volgende soorten:
- Neorileya albipes Girault, 1913
- Neorileya ashmeadi Crawford, 1913
- Neorileya cornuta Gates, 2008
- Neorileya cyanea Schrottky, 1913
- Neorileya flavipes Ashmead, 1904
- Neorileya lynetteae Gates, 2008
- Neorileya meridionalis Gahan, 1927